# Нексо
Heкco е онлайн платформа за съхранение и търговия с криптовалути. Компанията е основана е през 2018 година. Дейността й започва с предлагане на кредитни продукти, които предоставят възможност на клиентите да изтеглят кредит във фиатни пари, използвайки криптовалутните си активи като залог. Платформата предлага възможност за търговия с над 60 криптовалути, като регулярно добавя нови активи към своето портфолио. Според официални данни към ноември 2022 година в компанията работят 596 служители.

## История
Основатели на Heкco са Антони Тренчев, Калин Методиев и Коста Кънчев.
Nехо започва своята дейност като предлага кредитни продукти, базирани на блокчейн технологията. През 2018 година компанията пуска първата си кредитна услуга, която позволява на клиентите да използват своите криптовалути като обезпечение за кредит, без да се налага да ги продават. През 2022 година Nехо представя своя кредитна карта, обезпечена с дигитални активи.
Heкco издава свой собствен койн, наречен NЕХО, който предоставя преференциални условия на ползвателите на платформата. Този токен е наличен за търговия в популярни криптоборси като Бинанс, Битфинекс и Хуоби.
През 2022 година компанията започва планирано изтегляне от пазара в САЩ заради заведени дела срещу нея от регулаторни институции. След среща с Доналд Тръмп-младши Нексо обявява завръщането си на пазара в САЩ в 2025 година, посочвайки, че САЩ при Доналд Тръмп е по-подходяща среда.
В 2023 година Софийската прокуратура започва разследване на компанията за пране на пари, данъчни измами и други. Делото е прекратено година по-късно поради липса на доказателства.

## Сигурност
Компанията съхранява клиентските средства в одитирано и застраховано крипто хранилище.